# Cabo Vidio
Cabo Vidio è un promontorio situato sulla costa asturiana nel comune di Cudillero, vicino al villaggio di Riego de Abajo.
È uno dei capi più importanti delle Asturie, da cui è possibile vedere Estaca de Bares, un altro capo notevole situato a ovest, e Capo Peñas, un promontorio posto più ad est. Geologicamente, è formato da una combinazione di quarzite e ardesia, che sono state modellate da milioni di anni di erosione causata dall'incessante impatto del mar Cantabrico: il risultato è una drammatica scogliera di 80 metri che si innalza bruscamente dal mare. Tra le sue principali attrazioni ci sono il faro e l'iglesiona, una grotta formata dall'erosione delle onde che può essere visitata con la bassa marea. In termini di fauna, la scogliera è un'importante area di nidificazione per vari uccelli marini, in particolare il cormorano europeo e i gabbiani. Capo Vidio è facilmente accessibile in auto o con i mezzi pubblici dal vicino villaggio di Riego de Abajo. I visitatori possono parcheggiare nel parcheggio designato e seguire un breve sentiero a piedi fino al capo. L'area è ben segnalata e ci sono diversi punti panoramici e aree picnic lungo il percorso.

## Faro
Il capo ospita anche l'ultimo faro costruito fino ad oggi nelle Asturie e uno dei più recenti in Spagna, poiché è stato realizzato tra il 1948 e il 1950. Si tratta di un complesso costituito dal faro e da due abitazioni che hanno sostituito il vecchio segnale di avvertimento. È situato a 89 metri sul livello del mare. La lanterna si trova a 76 metri sopra il livello medio del mare e a 10 metri di altezza rispetto al capo. Il segnale luminoso emette 4 lampi ogni 20 secondi, con una portata di 35,8 miglia in buone condizioni meteorologiche e 16 miglia in caso di nebbia. Oggi è automatizzato e gestito a distanza dai tecnici dei segnali marittimi.

## Galleria d'immagini

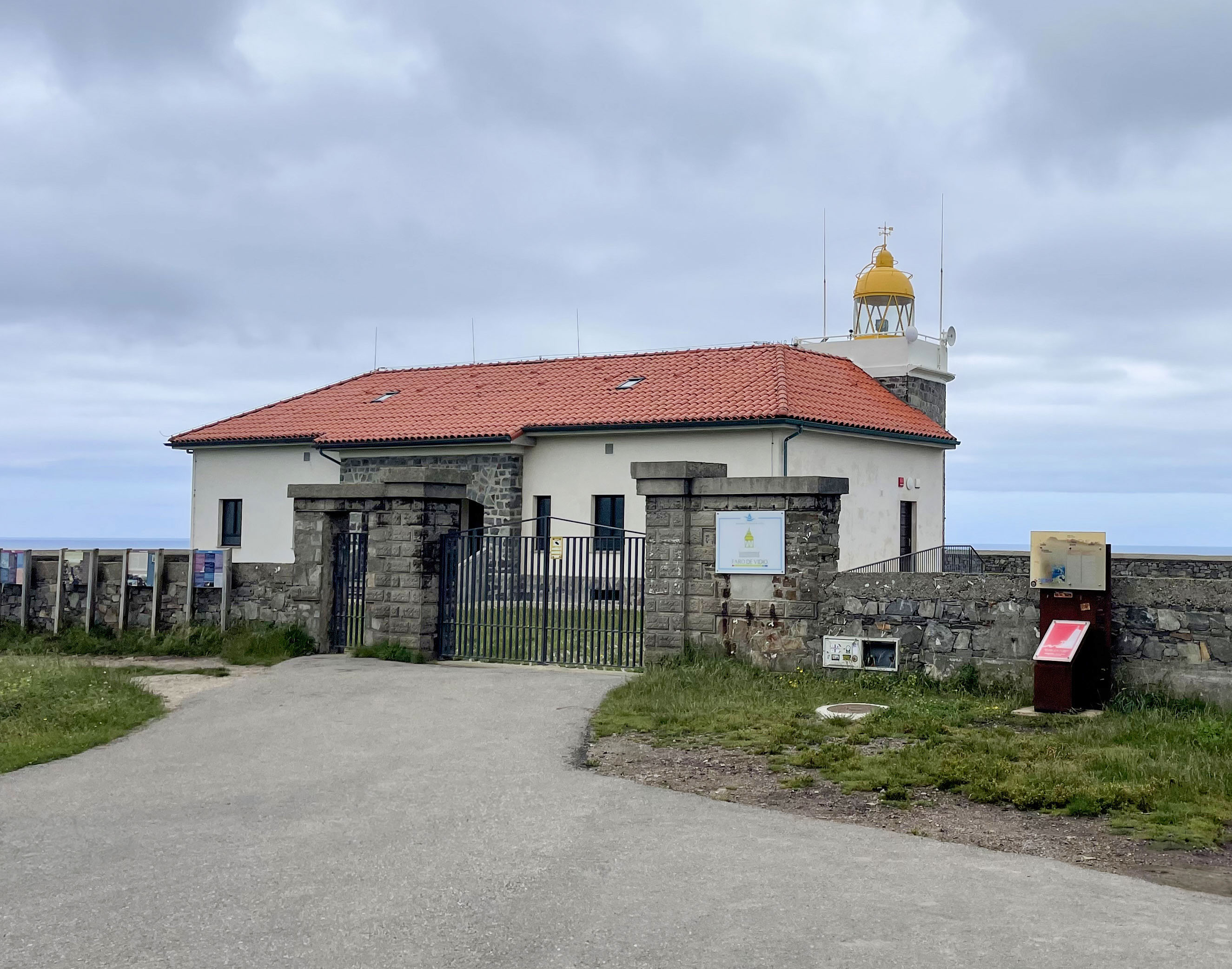
Faro di Capo Vidio
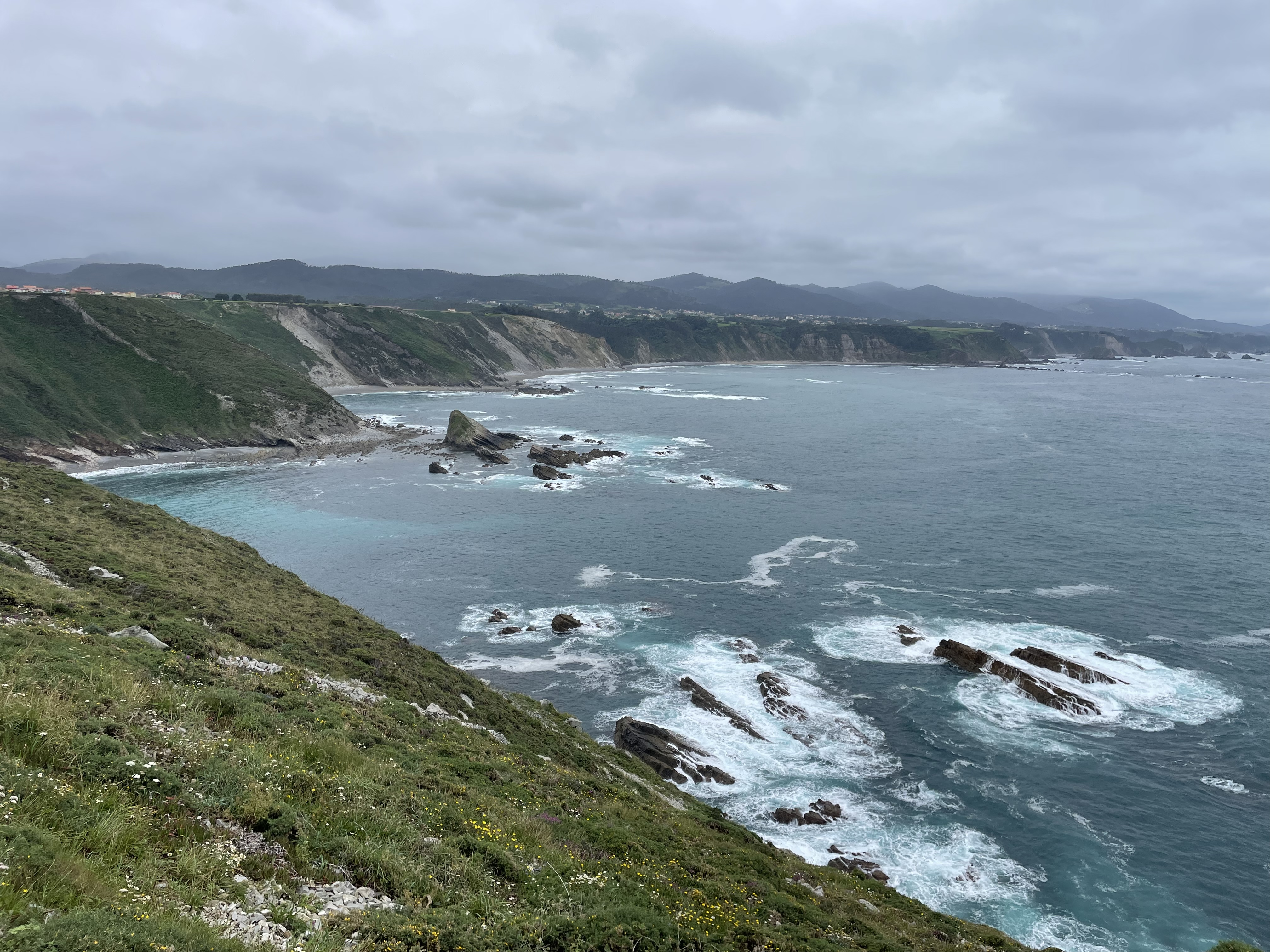
Vista da Capo Vidio verso ovest
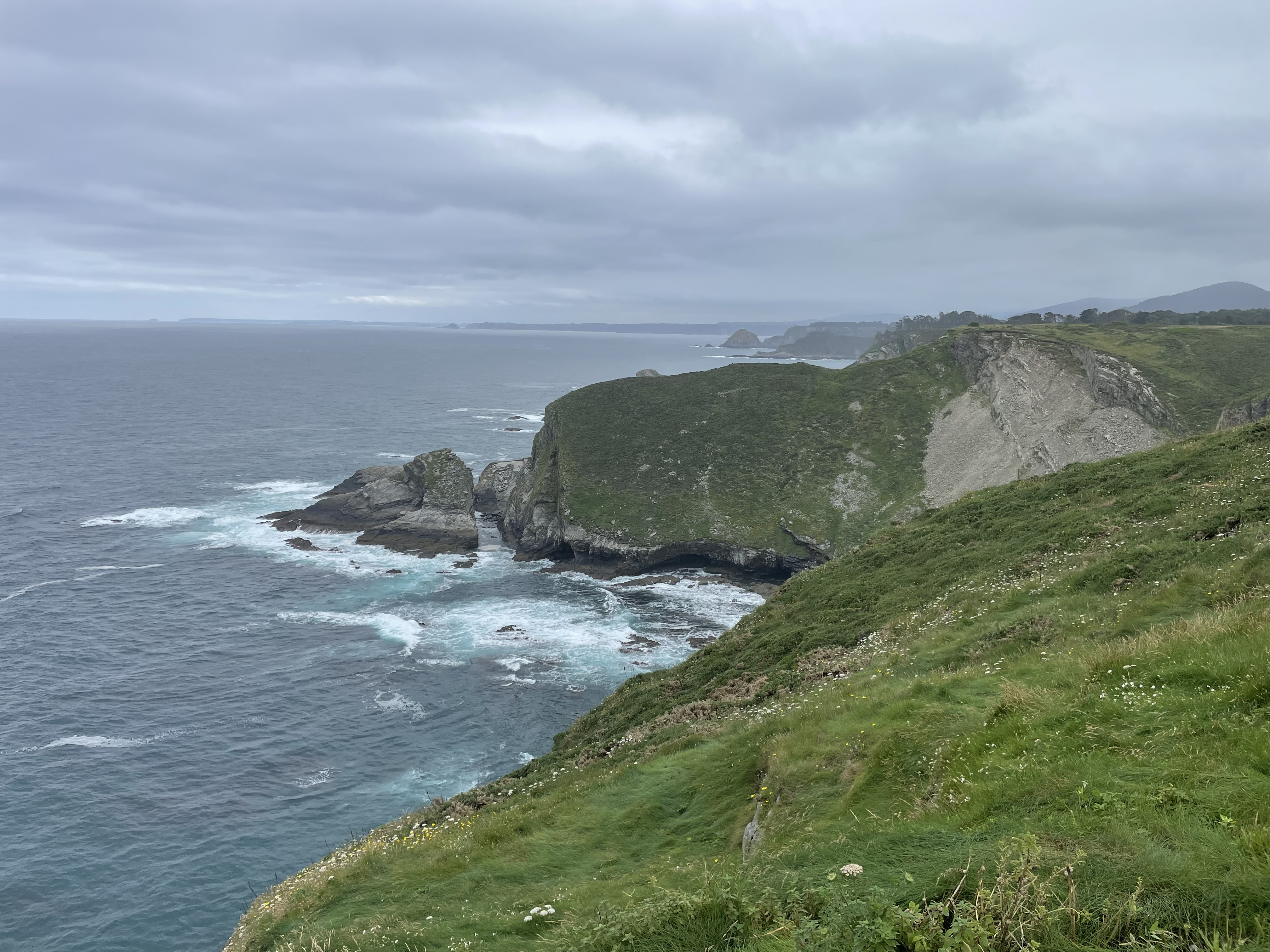
Vista da Capo Vidio verso est